# Шоктас
Шокта́с (каз. Шоқтас) — село у складі Сауранського району Туркестанської області Казахстану. Входить до складу Чагинського сільського округ.
До 2007 року село називалось Пушкіно.
Населення — 127 осіб (2021; 299 у 2009, 140 у 1999, 213 у 1989).